# Lait de jument
Vous lisez un « bon article » labellisé en 2013.

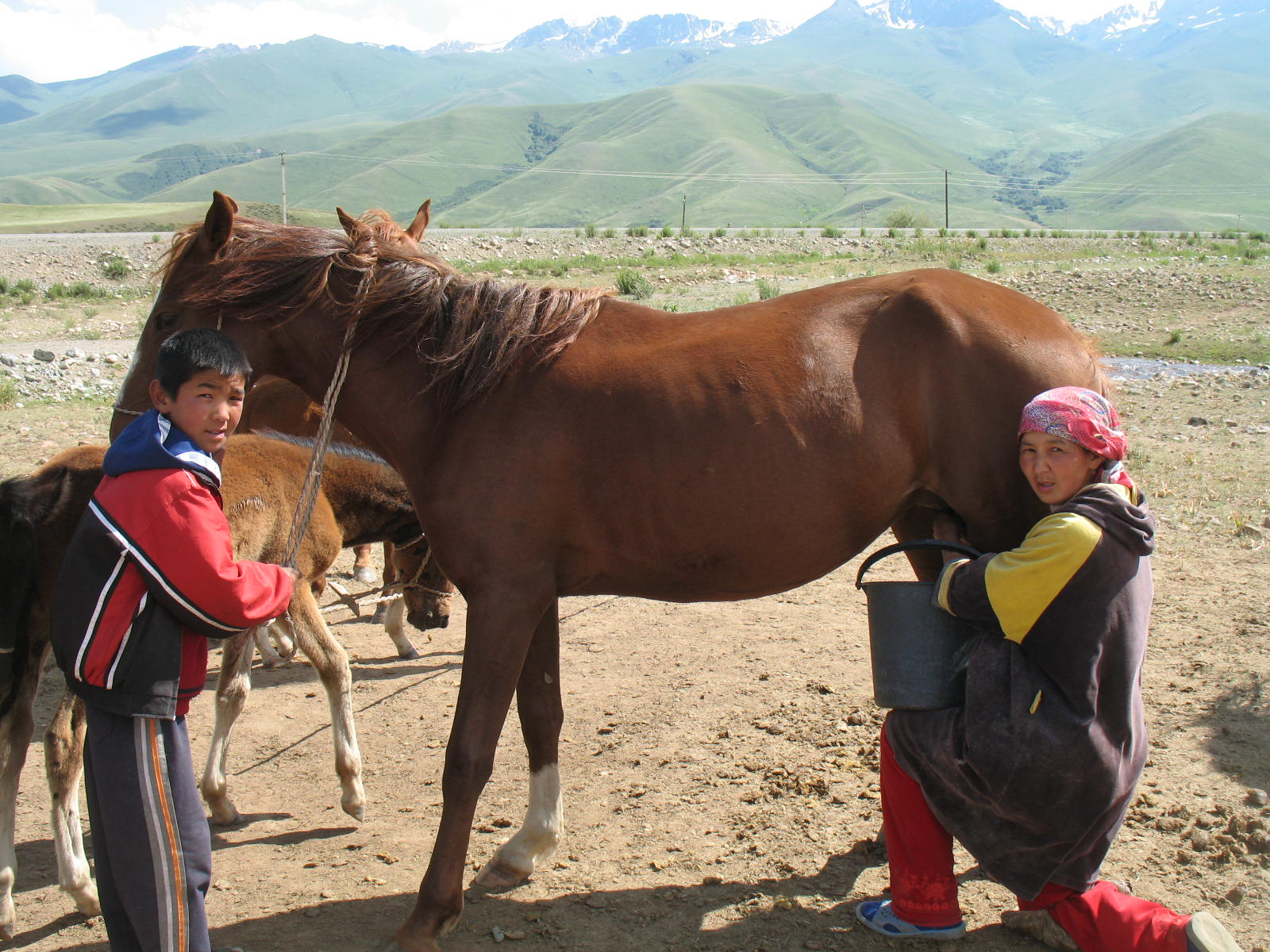
Traite manuelle d'une jument au Kirghizistan.

Le lait de jument est le lait que produit la jument pour nourrir son poulain durant les six premiers mois suivant la naissance, à raison d'une douzaine de litres par jour. Il contient beaucoup de lactose, peu de lipides et une bonne quantité de vitamine C.
Consommé par les humains depuis la Préhistoire, le lait de jument est apprécié depuis des siècles par les Mongols, les habitants de l'Asie centrale et des steppes indo-européennes, notamment sous forme de la boisson fermentée kumiz, et de kéfir. Beaucoup moins consommé dans les pays occidentaux que le lait de vache, le lait de jument suscite pourtant un engouement depuis les années 2000 pour ses qualités nutritionnelles et sa composition assez proche du lait maternel humain. Des naturopathes lui prêtent de nombreuses vertus thérapeutiques, dans des publications liées à l'agriculture biologique, sans qu'une étude scientifique ne confirme ces hypothèses.

## Composition
Le lait de jument contient du calcium, du magnésium, du phosphore, des oligo-éléments et des vitamines (A, B, C…) ainsi que plus de 40 nutriments dont des acides gras insaturés. Par rapport aux autres laits de consommation, le lait de jument est caractérisé, de manière générale, par son fort taux de lactose et de vitamine C, contre un taux faible en matière sèche, matière grasse, matière azotée et minéraux. Les études sur la composition de ce lait ont été majoritairement effectuées sur des juments de trait en 1986.
Le lait de jument contient deux fois moins de lipides que le lait de vache et le lait maternel humain. Cette particularité s'explique largement par le fait que la jument n'est pas un ruminant : les lipides alimentaires sont absorbés dans son intestin grêle de manière non-modifiée. De ce fait, l'apport calorique d'un litre de lait de jument est inférieur à 600 Kcal, contre 1100 pour le lait de brebis, par exemple. Il est aussi, avec le lait de chamelle, l'un des plus riches en vitamine C :
|          | ânesse     | jument     | femme     | vache     |
| -------- | ---------- | ---------- | --------- | --------- |
| pH       | 7,0 – 7,2  | 7,18       | 7,0 – 7,5 | 6,6 – 6,8 |
| protéine | 1, 5 – 1,8 | 1,5 – 2,8  | 0,9 – 1,7 | 3,1 – 3,8 |
| lipide   | 0,3 – 1,8  | 0,5 – 2,0  | 3,5 – 4,0 | 3,5 – 3,9 |
| lactose  | 5,8 – 7,4  | 5, 8 – 7,0 | 6,3 – 7,0 | 4,4 – 4,9 |
| résidu   | 0,3 – 0,5  | 0,3 – 0,5  | 0,2 – 0,3 | 0,7 – 0,8 |

## Croissance du poulain et période de lactation

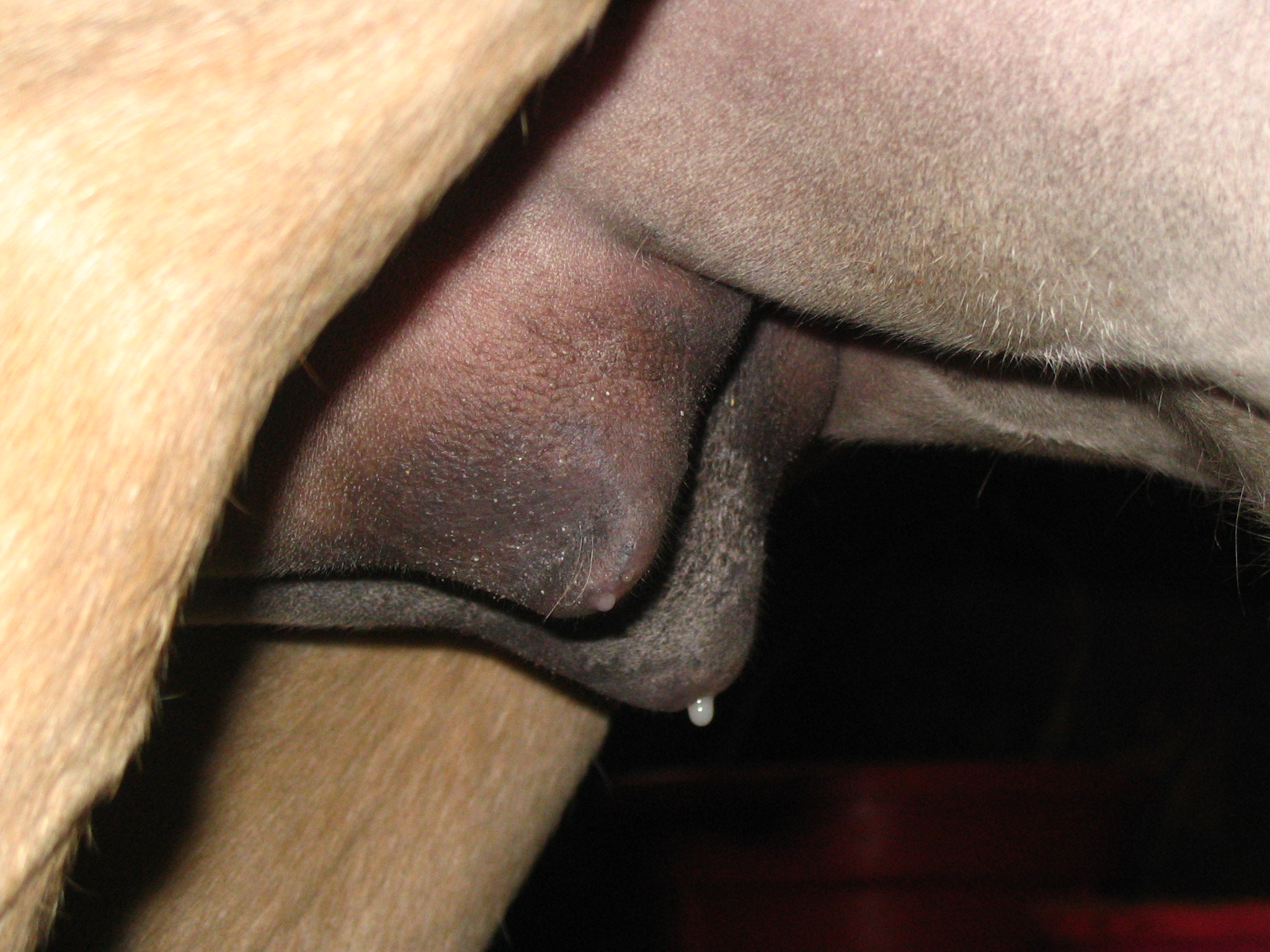
Mamelles de la jument

Le lait de jument est naturellement destiné au poulain, qui le consomme durant les premiers mois de sa vie jusqu'au sevrage, ce qui lui permet de grandir et de se développer. Durant les premières heures qui suivent son poulinage, la jument donne un premier lait particulier, le colostrum, qui contient davantage de sucres et de matières grasses, ainsi que des immunoglobulines nécessaires à la protection immunitaire du poulain : il doit impérativement en consommer dans les 48 heures qui suivent sa naissance ou sa santé sera compromise,.
Le gain de poids du poulain dépend de la quantité d'énergie et d'azote sécrétés dans le lait. La jument produit du lait durant cinq à sept mois, de la naissance (généralement au printemps) jusqu'au sevrage (généralement à l'automne). Elle en donne le plus du premier au troisième mois qui suit la naissance du poulain, sa production diminue ensuite progressivement. Globalement, les juments de trait pesant de 700 kg à 800 kg produisent plus de lait que les juments de selle, pesant de 500 kg à 600 kg,. Le poulain tète 2 à 4 fois par heure la première semaine, puis la fréquence diminue pour atteindre une tétée toutes les deux heures avant le sevrage. En moyenne, il consomme 10 à 15 kg de lait pour prendre un kilogramme de poids.

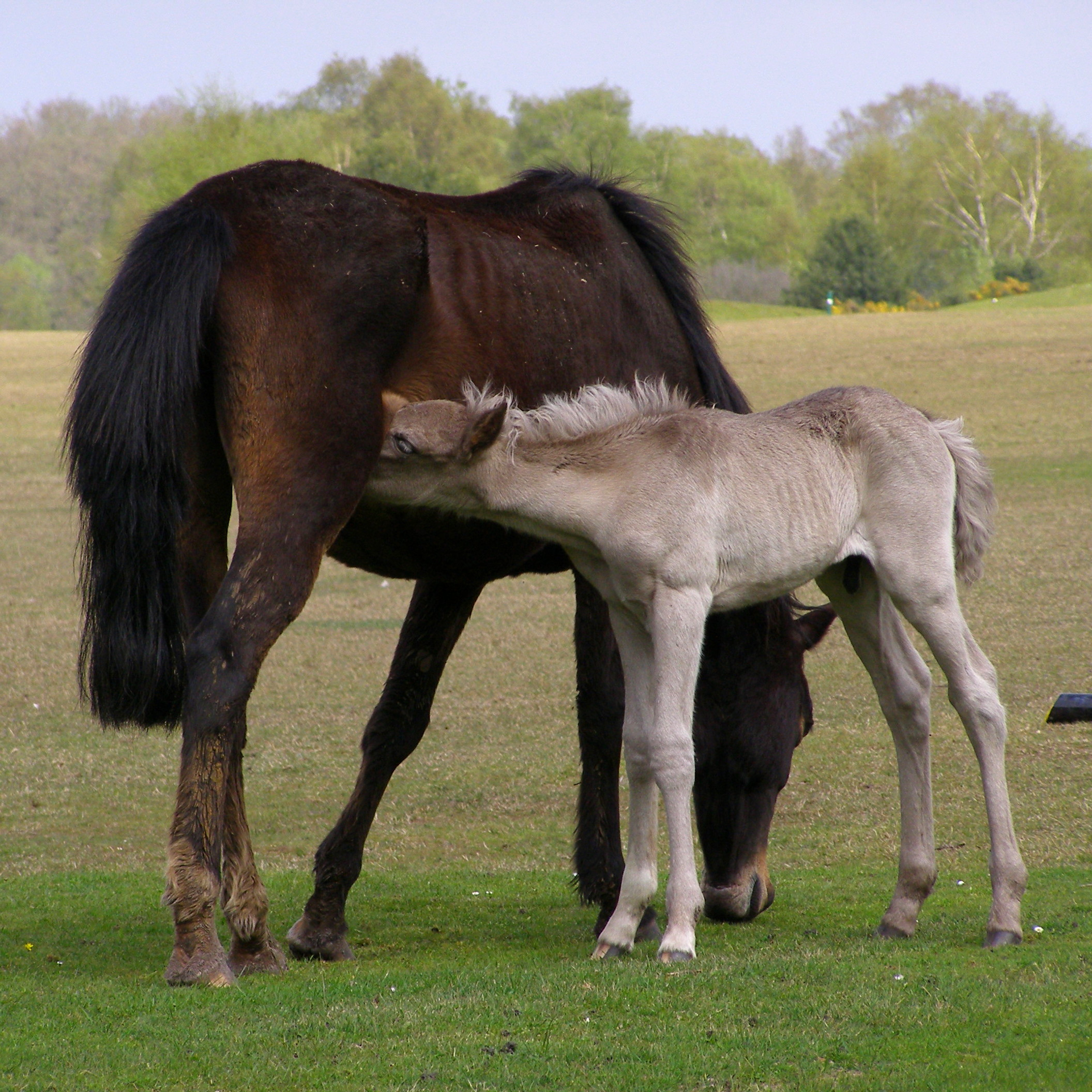
Poney New Forest tétant sa mère

La jument donne peu de lait en une seule fois, en raison de la faible capacité de ses mamelles. Elle en produit globalement une quantité importante, évaluée à 15 kg par jour pour une jument pesant entre 500 et 600 kilos. La moyenne générale varie de 10 kg à 30 kg journaliers, c'est-à-dire 2 kg à 3,5 kg de lait par tranche de 100 kg de poids vif. Sur toute la période de lactation, cela donne 1 500 à 3 000 litres. Cette production ne varie pas entre la première lactation et la seconde, contrairement à ce qui se passe chez les bovins. L'âge le plus productif semble se situer entre 11 et 15 ans, mais des variations existent suivant les races et même au sein d'une même race, de l'ordre de 15 % environ. La production de lait dépend également de l'alimentation de la jument : moins elle est nourrie et moins elle produit de lait.
Dans le cas où une jument ne produit pas assez de lait pour alimenter son poulain, il est déconseillé de remplacer le lait de jument par du lait de vache, la caséine trop élevée entraînant la formation d'un caillot dans l'estomac du poulain. Il existe des systèmes d'entraide entre les éleveurs, permettant par exemple aux poulains manquant de lait d'être placés avec des juments qui ont perdu leur petit et qui produisent du lait.

## Alimentation humaine
Le lait de jument est consommé par l'être humain depuis la Préhistoire ; en effet, des traces ont été retrouvées sur des poteries de la culture de Botaï, datées du IVe millénaire av. J.-C.. Son goût est proche de celui du lait de coco, il est plus liquide et plus léger que celui des ruminants et possède une saveur sucrée. Selon les saisons et l'alimentation de la jument, les qualités nutritionnelles et le goût du lait varient.

### Consommation par pays
Il est utilisé dans l'ex-Union soviétique, dans le Caucase, en Asie centrale et notamment en Mongolie, depuis des siècles. Il est incontestable que sa consommation est fortement ancrée avant le XIIe siècle, chez les différents peuples de la région correspondant à l'actuelle Mongolie. Le lait de jument est notamment conservé sous forme de kumiz (fermenté), en particulier pour augmenter sensiblement sa durée de conservation.
Les Bouriates traient leurs juments en été et font fermenter le lait pour créer l’ajrag, qui peut être gardé dans un sac en cuir jusqu'en hiver. En France, où la consommation de lait de jument est marginale, ce produit est resté méconnu jusqu'au début des années 1990, où de nouvelles études ont été réalisées afin de connaître ses possibles utilisations en cosmétologie et dans l'alimentation humaine. En Europe, la consommation de lait de jument est un phénomène récent lié à l'engouement pour l'alimentation biologique depuis les années 2000. Elle est plus forte en Allemagne, en Autriche, et de manière générale en Europe du Nord.

### Production et conditionnement

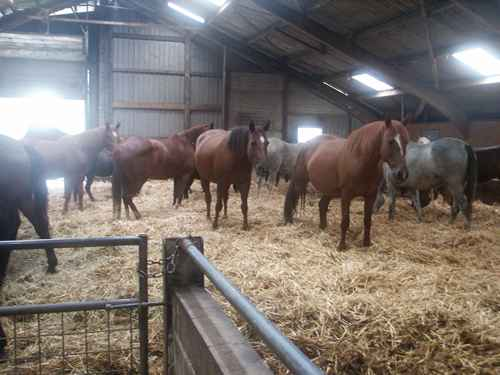
Groupe de juments laitières aux Pays-Bas.

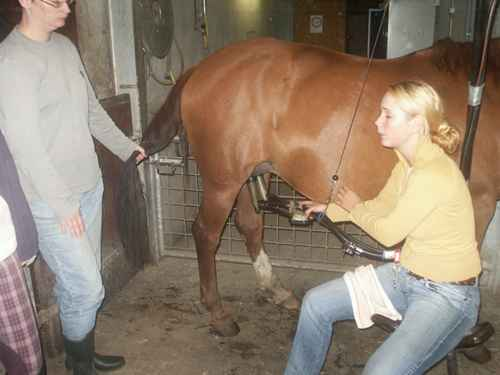
Traite mécanique d'une jument à l'aide d'une machine à traire aux Pays-Bas.

La traite de la jument doit être effectuée plusieurs fois de manière régulière au fil de la journée. Dans les régions où la consommation humaine est traditionnelle et abondante, comme en Mongolie et dans l'ex-Union soviétique, des races chevalines laitières ont été sélectionnées. 
La majorité du lait consommé en Allemagne et en Mongolie provient de juments de race Haflinger, dont la production est réputée, et qui peuvent être traites trois fois par jour. 
Le lait est récolté de manière traditionnelle en Asie centrale et en Mongolie, en ayant recours à la traite manuelle de l'animal. Toutefois, l'utilisation de la machine à traire existe aussi, des modèles spécifiques à la jument ayant été développés. En Mongolie, le lait est vendu conditionné sous sachet plastique.
La production de lait de jument pour la consommation humaine pose des problèmes éthiques, notamment en ce qui concerne les poulains, car leur présence est nécessaire à la montée de lait chez la jument. Prélever le lait de la jument implique qu'il ne sera pas consommé par son poulain. Des recherches ont montré le potentiel du colostrum équin pour soigner les troubles bucco-dentaires, mais la récolte du colostrum ne peut s'effectuer que sur une très courte durée suivant le poulinage, ce qui implique également de priver le poulain d'un aliment nécessaire à sa protection immunitaire. En Mongolie, le lait de jument n'est prélevé pour la consommation humaine qu'une fois le poulain sevré, en juin, ce qui donne lieu à la célébration de la fête de güü tavix (littéralement : poser la jument).

### Apports et vertus
D'après une étude publiée en 2007 dans Médecine et Nutrition, le lait de jument présente de nombreuses qualités nutritionnelles. Il est, avec le lait d'ânesse, le lait animal le plus proche du lait maternel humain, avec notamment des taux d'azote et de lipides bas, et de lactose élevés,,. En raison de cette similitude, l'INRA, dans les années 1990, et des pédiatres, le recommandent en remplacement du lait maternel dans les cas d'impossibilité d'allaitement,. Toutefois, les publications plus récentes déconseillent de manière générale tous les laits issus d'espèces animales et de végétaux dans l'alimentation du nourrisson,.
Certains professionnels de la santé recommandent le lait de jument pour tous, des nourrissons aux personnes âgées. Par ailleurs, le naturopathe Daniel Gramme met en avant la richesse de ce lait et la présence de la lysozyme aux vertus antimicrobiennes pour affirmer l'utilité du lait de jument issu de l'agriculture biologique dans la prévention des maladies, associé à une bonne hygiène de vie.

### Allergies et carences
Le lait de jument contient de la caséine, l'une des protéines les plus allergisantes du lait, qui peut provoquer des réactions chez les personnes allergiques à la caséine du lait de vache. Toutefois, cette proportion est plus faible que dans le lait de vache, entre 47 % et 68 % de l'azote du lait y prend la forme de caséine contre 80 % chez la vache, ce qui donne 13 grammes de caséine par litre chez la jument, contre 25 grammes pour la vache. De manière générale, il est donc mieux toléré par les personnes allergiques. L'apport en minéraux est plus faible dans le lait de jument que dans celui de chèvre, de vache ou de brebis, malgré une bonne teneur en calcium, tout comme l'apport en protéines.

### Transformations
La lyophilisation (ou séchage à froid) du lait de jument permet de conserver la majeure partie des qualités nutritionnelles du lait de jument en respectant notamment la conformation et l'activité biologique des protéines et acides gras essentiels (oméga 3, oméga 6) qu'il contient et qui sont très sensibles à la chaleur. Elle permet par ailleurs de réduire considérablement le poids et le volume du lait frais qui contient 90 % d'eau. Tout autre procédé de conservation, comme l'atomisation ou la pasteurisation, diminue très fortement l'activité biologique du lait.[source insuffisante]

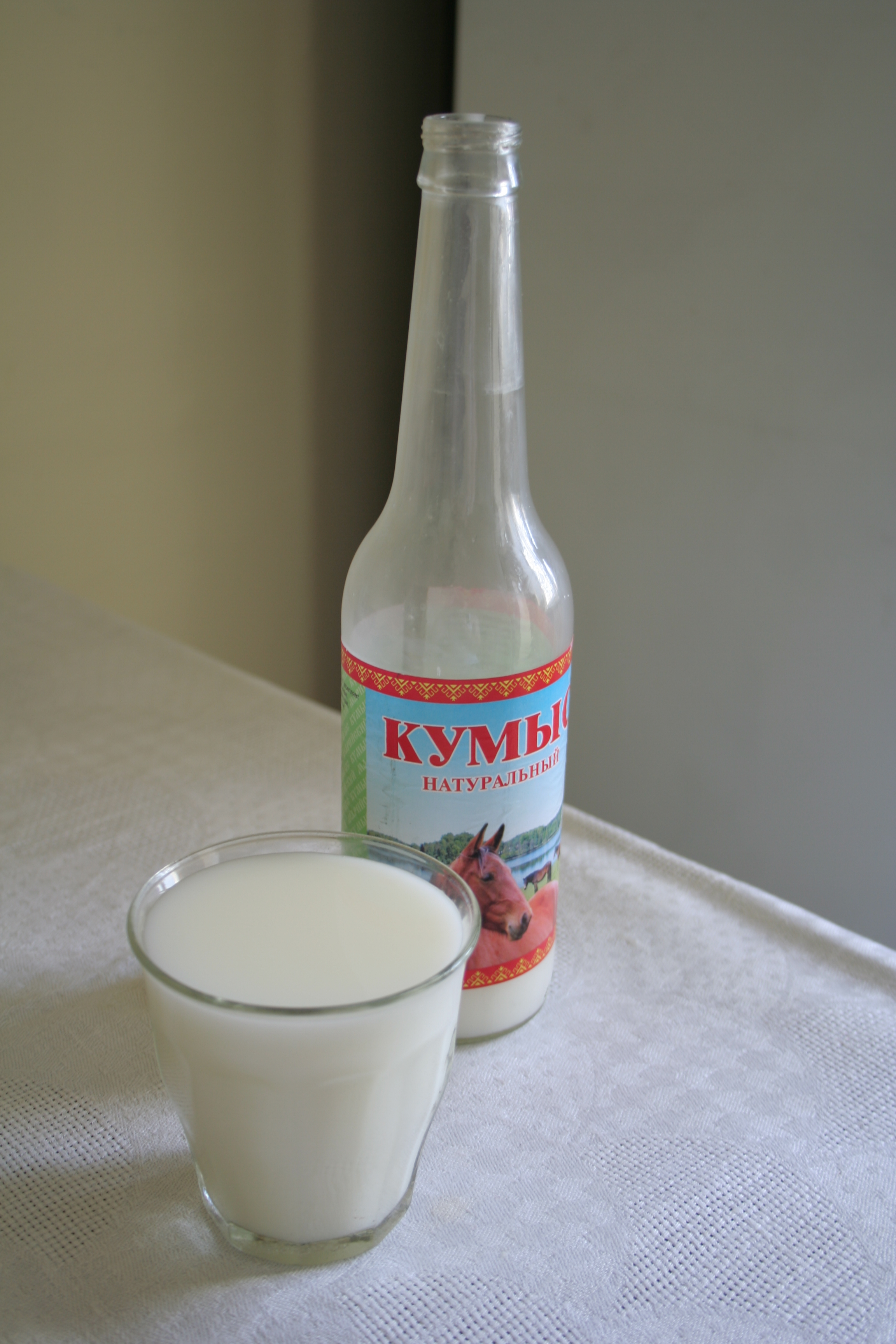
Bouteille et verre de kumiz.

Ce lait est à la base de la boisson nommée kumiz (lait de jument fermenté) au Kirghizistan et aïrag (ou ajrag) en Mongolie, une boisson fermentée et légèrement alcoolisée. Le kéfir peut aussi être fabriqué à base de lait de jument. Tous trois sont consommés traditionnellement par les populations nomades, notamment Mongoles. Les Tartares nomment leur préparation à base de lait de jument battu et fermenté le caracosmos (ou simplement cosmos).
Le lait de jument ne caille pas et ne peut donc entrer ni dans la composition du fromage ni dans celle du yaourt. Néanmoins on trouve aujourd'hui du fromage de jument produit à base de lait de brebis et de lait de jument.

## Utilisation cosmétique et thérapeutique
En Mongolie, le lait de jument est utilisé comme antiseptique pour ses propriétés bactéricides et le soin des blessés, mais aussi contre toutes sortes de maux. C'est ainsi que, vers 1201, pour soigner Gengis Khan, blessé, son lieutenant Djelme va chercher du lait de jument dans les rangs ennemis.
En 1823, les médecins allemands notent que le lait de jument pourrait posséder des vertus thérapeutiques, notamment contre le ver solitaire. Les médecins russes du XIXe siècle utilisent le koumis pour soigner la tuberculose. Le docteur Nestor Postnikov, par exemple, crée au milieu du XIXe siècle, à Samara un hôpital spécialisé dans ce traitement par koumisothérapie. Les occidentaux de l'époque l'ont recommandé pour les maladies de poitrine, inflammatoires, et les névroses. Si cette boisson reste populaire pour ses propriétés thérapeutiques en Russie, l'engouement s'est éteint en Europe au début du XXe siècle.
Depuis les années 2000, le lait de jument est utilisé en cosmétique comme adjuvant dans le traitement des maladies de peau, notamment le psoriasis et l'eczéma, ou comme complément alimentaire. Les publications liées à l'alimentation biologique mettent en avant ses nombreuses vertus régénérantes et revitalisantes, et le fait que sa production découle souvent de l'agriculture biologique. Il empêcherait le vieillissement, et traiterait aussi des maladies de foie, d'estomac et du cœur[réf. nécessaire]. 
Pour autant, aucune étude scientifique ne vient confirmer les hypothèses sur ces vertus. Le Dr Frédéric Saldmann, cardiologue interrogé à ce sujet, fait valoir que les vertus du lait de jument reposent uniquement sur l'effet placebo.

## Lait de jument dans la culture
Le lait de jument est particulièrement associé aux Mongols, chez qui il occupe « une place de premier ordre », étant réputé notamment pour « blanchir » la peau et les organes internes. Comme le précise l'anthropologue Isabelle Bianquis, c'est un breuvage quasiment sacré. Il est d'usage de baigner les bébés dans le lait de jument fermenté pour les renforcer, et de leur en faire consommer dès l'âge de huit mois.
En Russie, on trouve trace de ce lait dans un conte, où une femme exige de l'empereur qu'il lui amène neuf juments pour les traire, avant qu'ils ne se baignent tous deux dans le lait, en symbole du mariage à venir.